# Tallapoosa megye
Tallapoosa megye az Amerikai Egyesült Államokban, azon belül Alabama államban található. A kelet-közép-alabamai Tallapoosa megyében található a Horseshoe Bend Military Park, a krík háború utolsó csatájának helyszíne, valamint a Martin-tó és a Thomas Wesley Martin-gát. Alexander City ad otthont a Russell Corporationnek, amely egy jelentős sportruházati gyártó, és a National Football League sztárja, Terrell Owens szülőhelye és gyermekkori otthona volt. A megyét egy választott öttagú bizottság irányítja, és magában foglalja Alexander City, Dadeville és East Tallassee bejegyzett városait. Megyeszékhelye Dadeville, legnagyobb városa Alexander City. Lakosainak száma 41 311 fő (2020. április 1.). Tallapoosa megye Clay, Randolph, Chambers, Lee, Macon, Elmore és Coosa megyékkel határos.

## Története
Tallapoosa megyét Alabama törvényhozása hozta létre 1832. december 18-án az 1832-es cussetai szerződésben a krík indiántól elvett földterületből. A megye neve a Tallapoosa folyóból származik. Úgy gondolják, hogy a Tallapoosa muszkogí indián nyelven "kőport" jelent, ami a Tallapoosa-folyó durva vizéről tanúskodik, amely formálta a terület táját. Kereskedők és telepesek érkeztek a Tallapoosa megyévé váló területre az Okfuskee Trail vagy az Upper Creek Kereskedelmi ösvényen keresztül, amely egy déli útvonal az Appalache hegység alatt a Mississippi-völgybe. 1814 augusztusában a kríkek közel 23 millió hektárnyi területet veszítettek a Fort Jackson-i Szerződés értelmében, így Alabama középső részének nagy része megnyílt a letelepedés előtt. A legkorábbi telepesek Carolinából, Georgiából és Tennessee-ből érkeztek. Az első városok egy része Alexander City, Dadeville, Carrville, Suzanna és Walnut Hill volt. Tallapoosa megye legutóbbi határait 1866-ban állapították meg, miután Tallapoosa megye egy részét felhasználták Elmore megye létrehozására.
1832 és 1838 között Okfuskee volt az első megyeszékhely. Az első bírósági épület egy 1833-ban épült egyszerű gerendaépület volt. 1838-ban a megyeszékhelyet Dadeville-be helyezték át, amelyet Francis Langhorne Dade őrnagyról neveztek el, aki a Seminole háborúban halt meg. Egy gerendaház szolgált bíróságként egészen 1839-ig, amikor elkészült az első állandó bíróság, egy kétszintes téglaépület. A törvényszék átalakítása és felújítása 1861-ben, majd 1901-ben történt, amikor az épület északi és déli végéhez hozzáillő harangtornyokat építettek. 1929-ben és 1947-ben kisebb módosításokat végeztek a bíróságon. 1961-ben a lakosok egy modern bíróság felépítése mellett döntöttek. A régi bírósági épületet lebontották, és egy új bírósági épületet emeltek ugyanott. Továbbra is Tallapoosa megyét szolgálja ki.
2011. április 27-én hatalmas vihar sújtotta az Egyesült Államok délkeleti részét, amely számos erős tornádót okozott. Alabamában több mint 250 embert öltek meg, köztük egy személyt a Tallapoosa megyei Dadeville közösségben.

## Népesség
A 2020-as népszámlálási becslések szerint Tallapoosa megye lakossága 41 311 volt. A válaszadók 70,6 százaléka fehérnek, 26,9 százaléka afroamerikainak, 2,6 százaléka spanyolajkúnak, 1,5 százaléka két vagy több rasszúnak, 0,6 százaléka ázsiainak és 0,4 százaléka indiánnak vallotta magát. Tallapoosa megye legnagyobb városa Alexander City, amelynek becsült lakossága 14 843. Dadeville megyeszékhely lakossága 3084 főre becsülhető. További jelentős lakossági központok közé tartozik a Tallasse (amelynek egy része Elmore megyében van), Goldville , Daviston , Camp Hill és New Site . A háztartások átlagos jövedelme Tallapoosa megyében 48 160 dollár volt, szemben az állam egészének 52 035 dollárjával, az egy főre jutó jövedelem pedig 25 640 dollár volt, szemben az állam egészének 28 934 dollárjával.
A megye népességének változása:
| Lakosok száma | 41 490 | 41 460 | 41 157 | 41 203 | 40 844 | 41 311 |
|               | 2010   | 2011   | 2012   | 2013   | 2015   | 2020   |

## Gazdaság
A gazdálkodás volt Tallapoosa megye uralkodó foglalkozása egészen a XX. századig. A búza, a kukorica, a zab és a gyapot volt a megye fő mezőgazdasági terméke. Az 1840-es években a Tallassee-vízesésnél hozták létre az egyik első textilgyárat. Az aranybányászat bizonyos területeken, különösen Goldville-ben és New Site-ban is fellendülést okozott a polgárháborút megelőző két évtizedben. A polgárháború után Tallapoosa megye nagyrészt mezőgazdasági maradt, de kezdett átállni egy ipari gazdaságra. A huszadik század elején az Alexander City Cotton Mills megkezdte működését, és Benjamin Russell megnyitotta a Russell Corporationt. A Martin Dam 1926-ban készült el, és vízi energiát biztosított a növekvő helyi iparágak ellátásához. A Martin-tó létrehozásával a Martin-gát a Tallapoosa County-i rekreációs ipart is felerősítette. A huszadik század közepére Tallapoosa megye az állam ipari és rekreációs központjává vált.

## Foglalkoztatás
A 2020-as népszámlálási becslések szerint Tallapoosa megyében a munkaerő a következő ipari kategóriák között oszlik meg:
- Feldolgozóipar (23,1 százalék)
- Oktatási szolgáltatások, valamint egészségügyi és szociális segélyek (21,3 százalék)
- Kiskereskedelem (10,4 százalék)
- Építőipar (8,5 százalék)
- Művészetek, szórakoztatás, rekreáció, valamint szállás- és étkezési szolgáltatások (6,9 százalék)
- Szakmai, tudományos, gazdálkodási, valamint adminisztratív és hulladékgazdálkodási szolgáltatások (5,9 százalék)
- Szállítás és raktározás, valamint közművek (5,6 százalék)
- Egyéb szolgáltatások, kivéve a közigazgatást (5,5 százalék)
- Pénzügy és biztosítás, valamint ingatlan, bérbeadás és lízing (4,3 százalék)
- Közigazgatás (3,9 százalék)
- Nagykereskedelem (2,4 százalék)
- Mezőgazdaság, erdőgazdálkodás , halászat és vadászat , valamint kitermelő (1,8 százalék)
- Információ (0,5 százalék)

## Oktatás
A Tallapoosa megyei iskolakörzet hét általános és középiskolát, az Alexander City Schools pedig kilenc általános és középiskolát felügyel. A Southern Preparatory Academy (korábban Lyman Ward Katonai Akadémia) egy kizárólag férfiakat foglalkoztató katonai internátus, amely a 6-12. osztályt szolgálja ki. A Central Alabama Community College egy kétéves intézmény, amelynek székhelye Alexander Cityben található, és általános tudományos, karrier- és műszaki programokat kínál.

## Földrajz
A több mint 700 négyzetmérföldből álló Tallapoosa megye az állam keleti-középső részén található. A megye szinte teljes egészében a piemonti fiziográfiai szakaszon belül van . Töredezett, dombos táját a gerinceken könnyű, agyagos talajok, a völgyekben gazdag agyagos talajok alkotják. Tallapoosa megye északon Clay és Randolph megyével, keleten Chambers és Lee megyével, délen Macon megyével, nyugaton Elmore és Coosa megyével határos.
A Tallapoosa folyó észak-déli irányban folyik, kettészelve a megyét. A folyó zúgói megnehezítették a korai hajózást és késleltették a térség ipari fejlődését. Ma azonban ezek az esések számos, egyre népszerűbb vadvízi sporttevékenységet tesznek lehetővé. A 44 000 hektáros Martin-tó a Tallapoosa-folyó középső szakaszában található, a Wind Creek State Park pedig a tó partján ível át. A US Highway 280 Tallapoosa megye fő közlekedési útvonalaként szolgál. Az US 280 északnyugat-délkelet irányban halad át a megye közepén. A Camp Hill-i Camp Hill-Tallapoosa County repülőtér és az Alexander Cityben található Thomas C. Russell Field a megye két repülőtere.

## Események és látnivalók
A Tallapoosa megyébe látogatók számára számos kikapcsolódási lehetőség kínálkozik. Az Alexander City közelében található, 44 000 hektáros Martin-tó csónakázásra, úszásra és horgászatra kínál lehetőséget a látogatóknak. A Martin-tó partja mentén 1445 hektáron elterülő Wind Creek State Park az Egyesült Államok legnagyobb állami kempingje, 626 kempinghellyel, valamint piknikezőhelyekkel és túraútvonalakkal.
A Horseshoe Bend Nemzeti Katonai Park népszerű célpont a Tallapoosa megyébe látogatók körében. Az 1813–1814-es Creek-háború utolsó csatájának helyszíne, a Horseshoe Bend egy 2040 hektáros park, ahol egy látogatóközpont található a csatáról, a Creek-i indián kultúráról és a határ menti életről szóló kiállításokkal. Minden augusztusban a park ad otthont az éves Muster on the Tallapoosa rendezvénynek, amely számos tevékenységet kínál Alabama tizenkilencedik század eleji történelmével kapcsolatban. A látogatók bejárhatják az autentikus Tennessee Militia tábort, és megtapasztalhatják a határ menti élet bemutatóit. A Dadeville-i Tallapoosee Történeti Múzeumban a megye korai történelmét és gazdaságát bemutató kiállítások találhatók.
Az Alexander City Jazz Fest Alabama egyik legnagyobb rendezvénye. A fesztivál minden júniusban az Alexander Cityben található Strand City Parkban és a Lake Martin Amfiteátrumban kerül megrendezésre, és tömegeket vonz a délkeleti országokból. Alexander City minden ősszel egy Oktoberfestnek is otthont ad, amely ételeket és szórakozást, valamint antik autóbemutatót kínál.
Az Alexander Cityben található Charles E. Bailey Sr. Sportplex népszerű célpont a helyiek körében. A komplexum öt baseball-, softball-pályát, íjászpályát, lovas arénát, tornatermet és uszodát, futball- és futballstadiont, valamint amfiteátrumot kínál. A park részét képezi a Veterán Emlékmű, egy antik tűzoltóautó, egy piknikpavilon és az Imagination Station játszótér is.